# 織田信治
織田信治（1544年—1570年10月19日）是日本戰國時代的武將。父親是織田信秀。尾張野府(野夫)城主。

## 生平
持在天文14年（1544年）出生，家中五男（一說七男）。跟隨兄長信長，被賜予尾張國野府城（現今一宮市開明內開明小學校附近）。
元龜元年（1570年）9月19日晚上，在淺井氏、朝倉氏聯合軍進軍近江國宇佐山城時，從京都率領2千援兵前往救援（『來迎寺要書』）。9月20日，與森可成、青地茂綱一同從宇佐山城出擊，在近江坂本與淺井長政、朝倉義景聯合軍戰鬥，因為寡不敵眾，與可成、茂綱一同戰死（宇佐山城之戰）（『信長公記』）。享年27歲。
兒子柘植正俊在之後成為江戶幕府的旗本。而野夫城城主則由津田元嘉繼任。